# Campeón de Ascenso (México)
La Final de Ascenso, era la serie eliminatoria que definía al equipo que ascendería a la Primera División de México. Dicho duelo fue creado a partir del cambio de formato en el sistema de competencia del circuito de ascenso en la temporada 1996-97, cuando se dividió el ciclo futbolístico en dos torneos cortos, cada uno con su propio campeón; con lo cual se determinó que los dos campeones semestrales de la Liga de Ascenso deberían disputar una serie extra para definir al conjunto que ocuparía un lugar en el máximo circuito. El equipo que asciende se le denominaba Campeón de Ascenso.
En 2020, se determinó desaparecer la Liga de Ascenso debido a la crisis económica que venían padeciendo los equipos de esta categoría, cancelando de paso el torneo de ese año y las finales de ascenso.

## Historia
Hasta la Temporada 1993-94 el campeón de la Segunda División accedía a la Primera División, pero con la creación de la Primera División 'A' (hoy llamada Liga de Ascenso) la Segunda División se convirtió en la tercera categoría en México, y desde entonces el campeón de la Liga de Ascenso asciende a la Primera División. Las primeras dos temporadas de la Primera División 'A' se jugaron en torneos largos, por lo cual el campeón accedía automáticamente a la Primera División. Estos dos campeones fueron el Atlético Celaya y el Pachuca, campeones de las temporadas 1994-95 y 1995-96, respectivamente.
A partir de la temporada 1996-97, cuando se dividió el ciclo futbolístico en dos torneos cortos, cada uno con su propio campeón; se determinó que los dos campeones semestrales deberían disputar la Final de Ascenso, una serie extra en partidos de ida y vuelta para definir al conjunto que ocuparía un lugar en el máximo circuito. En caso de que un mismo equipo sea campeón de ambos torneos del ciclo futbolístico, ascendería automáticamente a la Primera División sin necesidad de jugar la Final de Ascenso. Esto sucedió en la primera temporada en que se implementó este torneo, cuando el club Tigres UANL fue bicampeón de la Primera División 'A' al ganar consecutivamente los torneos Invierno 1996 y Verano 1997, y se proclamó automáticamente el primer Campeón de Ascenso, regresando a la máxima categoría después de un año de haber descendido.
La primera vez que se disputó este torneo fue en la temporada 1997-98, cuando el Pachuca, campeón del torneo Invierno 1997, jugó contra Tigrillos UANL, campeón del torneo Verano 1998, ganando el Pachuca el ascenso con un marcador global de 4-2.
La Federación Mexicana de Fútbol determinó el 24 de abril de 2020, en plena parálisis de los torneos mexicanos debido a la pandemia del Covid-19, cancelar el Torneo Clausura 2020 de la Liga de Ascenso, desaparecer esta liga, el ascenso y descenso en Primera División por 6 años, mientras se consolida una segunda categoría adecuada para el fútbol mexicano; todo esto a causa de las constantes crisis económicas que venían atravesando los equipos del circuito de ascenso en los últimos años y que obligaron, en muchos casos, a las desapariciones de equipos, con la consecuente disminución de participantes en dicha liga.

## Sistema de competencia
Disputan el ascenso a la Primera División los campeones de los Torneos Apertura y Clausura de la temporada. El Club con mayor número de puntos en la Tabla General de Clasificación de la Temporada, (tabla que suma los puntos obtenidos por los Clubes participantes durante ambos Torneos) y tomando en cuenta los criterios de desempate establecidos en el reglamento de competencia, será el que juegue como local el partido de vuelta, eligiendo el horario del mismo y debiéndose jugar obligatoriamente en sábado y sábado.
El club vencedor de la Final de Ascenso a la Liga MX será aquel que en los dos partidos anote el mayor número de goles, criterio conocido como marcador global. Si al término del tiempo reglamentario el partido está empatado, se agregarán dos tiempos extras de 15 minutos cada uno. De persistir el empate en estos periodos, se procederá a lanzar tiros penales, hasta que resulte un vencedor.
Si el Club vencedor es el mismo en los dos Torneos, se producirá el ascenso automáticamente.
A partir de ciclo 2017-18, el equipo que ganara la final por el ascenso, debía estar "Certificado para ascender", de acuerdo al Reglamento de la FMF, de no ser así, no podía ascender y se le "recompensabá" con dos millones de dólares; por lo tanto, el equipo descendido de Primera División y el club certificado con más puntos en la Liga de Ascenso (sumando los dos torneos), disputaban una promoción a ida y vuelta para determinar qué equipo ocupaba un lugar en el máximo circuito. No obstante, para el ciclo 2019-20, la Federación Mexicana de Fútbol acordó que todos los participantes del Ascenso MX tendrían el derecho de ascender a la máxima categoría, otorgándoles automáticamente la certificación.

## Historial
Según la Federación Mexicana de Fútbol
| Temporada | Campeón de la Apertura | Resultado      | Campeón del Clausura | Campeón de Ascenso    | D.T. Campeón              | Estadios                                       |
| --------- | ---------------------- | -------------- | -------------------- | --------------------- | ------------------------- | ---------------------------------------------- |
| 1996-97   | Tigres UANL            | -              | Tigres UANL          | Tigres UANL*          | Alberto Guerra            |                                                |
| 1997-98   | Pachuca                | 4-2            | Tigrillos UANL       | Pachuca               | Andrés Fassi              | Universitario / Hidalgo                        |
| 1998-99   | Atlético Yucatán       | 1-7            | Unión de Curtidores  | Unión de Curtidores   | Carlos Bracamontes        | Carlos Iturralde Rivero / León                 |
| 1999-00   | Irapuato               | -              | Irapuato             | Irapuato*             | Juan Álvarado Martín      |                                                |
| 2000-01   | Aguascalientes         | 2-4            | La Piedad            | La Piedad             | Carlos Bracamontes        | Municipal / Juan N. López                      |
| 2001-02   | Veracruz               | 2-4            | San Luis             | San Luis              | Juan Antonio Luna         | Luis "Pirata" Fuente / Alfonso Lastras Ramírez |
| 2002-03   | Irapuato               | 3-1            | León                 | Irapuato              | José Luis Saldívar        | León / Sergio León Chávez                      |
| 2003-04   | Dorados                | 4-3            | León                 | Dorados               | Juan Carlos Chávez        | León / Banorte                                 |
| 2004-05   | San Luis               | 3-2            | Querétaro            | San Luis              | Carlos Reinoso            | Corregidora / Alfonso Lastras Ramírez          |
| 2005-06   | Puebla                 | 1-5            | Querétaro            | Querétaro             | Salvador Reyes de la Peña | Cuauhtémoc / Corregidora                       |
| 2006-07   | Puebla                 | 4-3            | Dorados              | Puebla                | José Luis Sánchez Solá    | Banorte / Cuauhtémoc                           |
| 2007-08   | Indios                 | 3-2            | León                 | Indios                | Sergio Orduña             | Olímpico Benito Juárez / León                  |
| 2008-09   | Querétaro              | 2-2 (5-4 pen.) | Mérida               | Querétaro             | Héctor Medrano            | Corregidora / Carlos Iturralde Rivero          |
| 2009-10   | Necaxa                 | -              | Necaxa               | Necaxa*               | Omar Arellano             |                                                |
| 2010-11   | Tijuana                | 2-1            | Irapuato             | Tijuana               | Joaquín del Olmo          | Sergio León Chávez / Caliente                  |
| 2011-12   | Correcaminos UAT       | 2-6            | León                 | León                  | Gustavo Matosas           | Marte R. Gómez / León                          |
| 2012-13   | La Piedad              | 1-1 (5-3 pen.) | Toros Neza           | La Piedad             | Cristóbal Ortega          | Juan N. López / Neza 86                        |
| 2013-14   | U de G                 | 1-1 (4-3 pen.) | Estudiantes Tecos    | U de G                | Alfonso Sosa              | Tres de Marzo / Jalisco                        |
| 2014-15   | Necaxa                 | 1-3            | Dorados              | Dorados               | Carlos Bustos             | Banorte / Victoria                             |
| 2015-16   | FC Juárez              | 0-3            | Necaxa               | Necaxa                | Alfonso Sosa              | Victoria / Olímpico Benito Juárez              |
| 2016-17   | Dorados                | 2-3            | Lobos BUAP           | Lobos BUAP            | Rafael Puente Jr.         | Olímpico de la BUAP / Banorte                  |
| 2017-18   | Oaxaca                 | 3-6            | Tapachula            | Tapachula             | Gabriel Caballero         | Tecnológico de Oaxaca / Olímpico de Tapachula  |
| 2018-19   | Atlético de San Luis   | -              | Atlético de San Luis | Atlético de San Luis* | Alfonso Sosa              |                                                |

(*) Se coronaron Campeón de Ascenso al ganar ambos torneos de la misma temporada.

### Campeonatos por club
| Club                 | Títulos | Subtítulos | Años Campeón     | Años Subcampeón           |
| -------------------- | ------- | ---------- | ---------------- | ------------------------- |
| Dorados              | 2       | 2          | 2003-04, 2014-15 | 2006-07, 2016-17          |
| Irapuato             | 2       | 1          | 1999-00, 2002-03 | 2010-11                   |
| Querétaro            | 2       | 1          | 2005-06, 2008-09 | 2004-05                   |
| Necaxa               | 2       | 1          | 2009-10, 2015-16 | 2014-15                   |
| La Piedad            | 2       | -          | 2000-01, 2012-13 | -                         |
| San Luis             | 2       | -          | 2001-02, 2004-05 | -                         |
| León                 | 1       | 3          | 2011-12          | 2002-03, 2003-04, 2007-08 |
| Puebla               | 1       | 1          | 2006-07          | 2005-06                   |
| Tigres               | 1       | -          | 1996-97          | -                         |
| Pachuca              | 1       | -          | 1997-98          | -                         |
| Unión de Curtidores  | 1       | -          | 1998-99          | -                         |
| Indios               | 1       | -          | 2007-08          | -                         |
| Tijuana              | 1       | -          | 2010-11          | -                         |
| U de G               | 1       | -          | 2013-14          | -                         |
| Lobos BUAP           | 1       | -          | 2016-17          | -                         |
| Tapachula            | 1       | -          | 2017-18          | -                         |
| Atlético de San Luis | 1       | -          | 2018-19          | -                         |
| Venados              | -       | 2          | -                | 1998-99, 2008-09          |
| Tigrillos UANL       | -       | 1          | -                | 1997-98                   |
| Aguascalientes       | -       | 1          | -                | 2000-01                   |
| Veracruz             | -       | 1          | -                | 2001-02                   |
| Correcaminos UAT     | -       | 1          | -                | 2011-12                   |
| Toros Neza           | -       | 1          | -                | 2012-13                   |
| Tecos                | -       | 1          | -                | 2013-14                   |
| FC Juárez            | -       | 1          | -                | 2015-16                   |
| Oaxaca               | -       | 1          | -                | 2017-18                   |

## Participaciones
| Equipo                   | Participaciones |
| ------------------------ | --------------- |
| Dorados                  | 5               |
| León                     | 4               |
| Irapuato                 | 3               |
| Querétaro                | 3               |
| Necaxa                   | 3               |
| La Piedad                | 2               |
| San Luis                 | 2               |
| Puebla                   | 2               |
| Tigres                   | 1               |
| Pachuca                  | 1               |
| Tigrillos de la UANL     | 1               |
| Unión de Curtidores      | 1               |
| Atlético Yucatán         | 1               |
| Aguascalientes           | 1               |
| Veracruz                 | 1               |
| Indios                   | 1               |
| CF Mérida                | 1               |
| Tijuana                  | 1               |
| Correcaminos UAT         | 1               |
| Toros Neza               | 1               |
| U de G                   | 1               |
| Tecos                    | 1               |
| FC Juárez                | 1               |
| Lobos BUAP               | 1               |
| Alebrijes                | 1               |
| Cafetaleros de Tapachula | 1               |
| Atlético de San Luis     | 1               |